# Soltepec (kommun)
Soltepec är en kommun i Mexiko.   Den ligger i delstaten Puebla, i den sydöstra delen av landet, 150 km öster om huvudstaden Mexico City.
Följande samhällen finns i Soltepec:
- Soltepec
- Vista Hermosa
- Colonia Benito Juárez
- La Ermita
- San Antonio Xicotenco
- Doctor Rafael Serrano